# Serena Wines Tennis Cup Internazionali del Friuli Venezia Giulia 2022
Der Serena Wines Tennis Cup Internazionali del Friuli Venezia Giulia 2022 war ein Tennisturnier der ITF Women’s World Tennis Tour 2022 für Damen und ein Tennisturnier der ATP Challenger Tour 2022 für Herren in Cordenons und fand für die Damen vom 25. bis 31. Juli und für die Herren unmittelbar folgend vom 1. bis 7. August 2022 statt.